# Зезеке
Зезеке (нем. Seseke) — река в Германии, протекает по земле Северный Рейн-Вестфалия. Приток Липпе.
Римский историк Дион Кассий в связи с военными кампаниями Друза Старшего в 12 — 8 гг. до н. э. упоминает реку «Элисон». Речь, видимо, идет именно о Зезеке.
Индустриализация и развитие горного дела в районе привело к загрязнению реки и появлению программы по восстановлению экосистемы Зезеке.